# MX (Band)
MX ist eine brasilianische Thrash-Metal-Band aus Santo André, die im Jahr 1985 gegründet wurde.

## Geschichte
Die Band wurde im Jahr 1985 gegründet und bestand aus dem Sänger Beraldo, den Gitarristen Alexandre „Dead“ Prado Favoretto und Décio Frignani, dem Bassisten Yuri Konopinski und dem Schlagzeuger Alexandre Da Cuhuna. Bereits kurze Zeit später verließ Beraldo die Band und verstarb später. Zudem wurde Konopinski durch Eduardo ersetzt. Den Gesang teilten sich der Gitarrist Alexandre Prado Favoretto und der Schlagzeuger Da Cuhuna. Im Jahr 1987 nahm die Gruppe das Demo Fighting for the Bastards auf. Im Folgejahr nahm die Band an der Split-Veröffentlichung Headthrashers von Hellion Records teil. Weitere Bands auf dem Tonträger waren Blasphemer, Cova und Necromancia. Das beigesteuerte Material von MX stammte von einem Konzert vom Januar 1987 in Santo André. Im Februar 1988 begab sich die Gruppe in die Cameratti Studios in Santo André, um ihr Debütalbum Simoniacal aufzunehmen, das im selben Jahr, ebenfalls bei Fucker Records, erschien. Das Label sollte sich später in die brasilianische Version von Hellion Records umbenennen. Im selben Jahr sollte die Band als Vorgruppe für Kreator spielen; jedoch konnte Kreator selbst doch nicht am Konzert teilnehmen, wodurch es MX jedoch möglich war, zusammen mit Bands wie Ratos de Porão, Sepultura und Necrosis spielen zu können.  Nach der Albumveröffentlichung kam Chico Comelli von Acid Storm als neuer Bassist zur Besetzung. Im Jahr 1989 erschien das Album Mental Slavery. Im selben Jahr spielte die Band als Vorgruppe bei Testaments erstem Auftritt in Brasilien. Kurz nach diesem Konzert verließ der Gitarrist Friganani die Band und wurde durch den Gitarristen Carlos Marcelo „CM“ Scarpelini ersetzt. In den folgenden Jahren schlossen sich mit Again (1997) und The Last File (2000) zwei weitere Alben. In der Zwischenzeit spielte die Band unter anderem zusammen mit Kreator (1997) und Paul Di’Anno (1999). 2004 veröffentlichte Marquee Records das Debütalbum erneut, das nun neun Bonuslieder enthielt, die vom Demo Fighting for the Bastards stammen. Auch Mental Slavery wurde bei diesem Label mit Bonusmaterial wiederveröffentlicht. Mit Beginn des neuen Jahrtausends hatte die Gruppe ihre Aktivitäten eingestellt und die Mitglieder sich anderen Dingen gewidmet. 2012 folgte ein Konzert, bei dem MX aus Prado Favoretto, der den Bass, die E-Gitarre und den Gesang übernahm, sowie dem Sänger und Schlagzeuger Da Cuhuna, dem Gitarristen Décio Frignani und dem Bassisten und Gitarristen Alexandre „Dumbo“ Gonsalves bestand. Die Band spielte zusammen mit Arch Enemy, ehe sie zusammen mit Destruction in Catanduva und Soulfly in Manaus spielte. Zudem nahm die Gruppe auch an verschiedenen Festivals teil, an denen auch Bands wie Kreator und D.R.I. teilnahmen. 2014 erschien das Album Re-Lapse über Substantial Music, welches jedoch nur eine neu aufgenommene Version des Debütalbums war. In dem Lied Fighting for the Bastards war Joao Gordo von Ratos de Porão als Gastmusiker zu hören. Zudem hielt die Gruppe Auftritte zusammen mit Voivod, Kataklysm, Ratos de Porão, Exodus und Whiplash ab.

## Stil
Martin Popoff schrieb in seinem Buch, dass er sich beim Hören von Simoniacal sofort an Holocausto erinnert fühlte, da die Band wilden, durch Black Metal geprägten Thrash Metal spiele. In den Liedern gebe es melodiöse, punkige Riffs. Laut classicthrash.com spielt die Band am Anfang des Albums noch Thrash Metal vergleichbar mit den frühen Werken von Protector. Gegen Mitte des Albums hingegen werde die Musik hingegen inspirierter. Mental Slavery hingegen biete typischeren Thrash Metal. Die Lieder würden sich kaum unterscheiden und würden kaum Originalität und Variationen aufweisen, sodass es einem vorkomme, als höre man dasselbe Lied mehrfach. Die Lieder auf Again seien eine Mischung aus schnellem Thrash Metal und Midtempo-Stücken mit gelegentlichen Geschwindigkeitsausbrüchen.

## Diskografie
- 1986: The Carrion of Religion (Demo, Eigenveröffentlichung)
- 1987: Fighting for the Bastards (Demo, Eigenveröffentlichung)
- 1987: Headthrashers Live (Split mit Blasphemer, Cova und Necromancia, Hellion Records)
- 1988: Simoniacal (Album, Fucker Records)
- 1988: Demo 88 (Demo, Eigenveröffentlichung)
- 1989: Mental Slavery (Album, Fucker Records)
- 1997: Again (Album, Eigenveröffentlichung)
- 2000: The Last File (Album, Hellion Records)
- 2014: Re-Lapse (Neuaufnahme von Simoniacal, Substantial Music)